# Владимиров, Вячеслав Николаевич
Вячесла́в Никола́евич Влади́миров (1898—1942) — советский архитектор, инженер, участник Великой Отечественной войны.

## Биография
Вячеслав Николаевич Владимиров родился в Москве в 1898 году. В 1923 году окончил архитектурное отделение Московского института гражданских инженеров. Его дипломный проект музея Красной Армии привлёк внимание общественности и был опубликован. Во время учёбы проявил интерес к науке. Участвовал в экспедициях по охране памятников русской архитектуры в городах Угличе и Романово-Борисоглебске.
В 1926 году был принят в правление «Общества современных архитекторов» и в редколлегию журнала «Современная архитектура». Член Союза архитекторов СССР с 1932 года.
Участвовал в составлении текста и иллюстраций «Всеобщей истории архитектуры».
Преподавал в Московском архитектурном институте.
Проекты Владимирова в 1937 году были опубликованы в Чехословакии в капитальном труде «Советская авангардистская архитектура».
С 1939 года Вячеслав Николаевич Владимиров член редколлегии «Всеобщей истории архитектуры». Им был составлен раздел по архитектуре Древнего Египта.
В это же время Владимиров написал исследование «Пропорции в египетской архитектуре». Книга под названием «Египет. Архитектура, скульптура, живопись» издана в 1944 году уже после гибели Вячеслава Николаевича.
6 июля 1941 года Владимиров ушёл на фронт. 25 февраля 1942 года погиб при строительстве моста. Похоронен около д. Хвощи Юхновского района Смоленской области.

## Проекты и постройки
- Жилой дом Госстраха на Малой Бронной (1926), в соавторстве с М. Я. Гинзбургом;
- Дом Наркомфина (1929—1933), в соавторстве с М. Я. Гинзбургом, И. Ф. Милинисом, К. Н. Афанасьевым, М. И. Синявским, С. Л. Прохоровым;
- Дворец транспортной техники (1932);
- Жилой дом Наркомлегпрома (1935—1936) на Большой Дмитровке, в соавторстве с Г. И. Луцким[4];
- Жилой дом для Авиажилстроя на Патриарших прудах, в соавторстве с Г. И. Луцким (1936)[5];
- Жилой дом для МХАТа на ул. Немировича-Данченко (Глинищевский переулок) (1938)[6].